# António Vitorino
António Manuel de Carvalho Ferreira Vitorino GCC • GCIH (Lisboa, 12 de Janeiro de 1957) é um advogado e político português.

## Biografia

### Percurso profissional
Licenciado em Direito (1981) e mestre em ciências jurídico-políticas (1986), pela Universidade de Lisboa.
Advogado, foi admitido em 1983 na Ordem dos Advogados Portugueses. Foi, nomeadamente, sócio da Cuatrecasas, Gonçalves Pereira & Associados (sociedade de advogados que, em Portugal, sucedeu à Gonçalves Pereira, Castelo Branco & Associados (que além do nome do principal fundador, André Gonçalves Pereira, levava o de Manuel Castelo Branco). Aqui António Vitorino integrou as áreas de Direito da União Europeia (que também coordenou) e de Direito Público
Também a nível profissional, lecionou, como assistente, na Faculdade de Direito da Universidade de Lisboa (1982-2007) e nos Departamentos de Direito da Universidade Autónoma de Lisboa (1985-1995) e da Universidade Internacional em Lisboa (1998-1999). Mais tarde, seria ainda professor convidado da Faculdade de Direito da Universidade Nova de Lisboa e da Faculdade de Direito da Universidade Católica Portuguesa.
Além da advocacia e da docência, Vitorino desempenhou diversos cargos, em mais de uma dezena de empresas e outras entidades privadas (como membro ou presidente de assembleias-gerais, de conselhos fiscais, ou de órgãos de administração): foi, designadamente, administrador da Siemens Portugal; presidente da assembleia-geral da Brisa, da Finipro, da Novabase e do Banco Caixa Geral Totta de Angola (BCGTA); presidente do conselho de administração da Fundação Res Publica, ligada ao Partido Socialista, e da Fundação Arpad Szenes-Vieira da Silva (2007-2009).
Foi comentador no Telejornal de Domingo à noite da RTP1, numa rubrica intitulada "Notas Soltas", apresentada por Judite de Sousa.

### Carreira política e governativa
António Vitorino aderiu à Juventude Socialista, a organização juvenil do PS, quando estudava no Liceu Camões, em Lisboa.
Não obstante a sua filiação, viria depois a aproximar-se de outros grupos, por divergir da orientacao antimarxista do PS — membro da Frente Socialista Popular e, a seguir, do Movimento Socialista Unificado, em 1976, passou depois para a União da Esquerda para a Democracia Socialista (UEDS), em 1978.
Com a coligação Frente Republicana e Socialista (formada pelo PS de Soares em resposta a AD para concorrer as eleições legislativas de 1980), Vitorino estrear-se-ia como Deputado à Assembleia da República, por indicação da UEDS na FRS. 
Seria, depois, sucessivamente eleito, durante cinco legislaturas, pelo PS, até 2006.
Foi igualmente Deputado ao Parlamento Europeu (1994-1995), onde presidiu à Comissão das Liberdades Cívicas e dos Assuntos Internos.
Ainda nos anos 1980 seria chamado a funções governativas — em 1983 entrava como Secretário de Estado dos Assuntos Parlamentares no IX Governo Constitucional de Portugal (1983-1985), do chamado Bloco Central. A seguir, na Região de Macau, foi Secretário-Adjunto do Governador (1986-1987).
Em 1989 Antonio Vitorino foi eleito pela Assembleia da República, Juiz Conselheiro do Tribunal Constitucional, sob indicação do PS, cargo que exerceu desde 1989 a 1994.

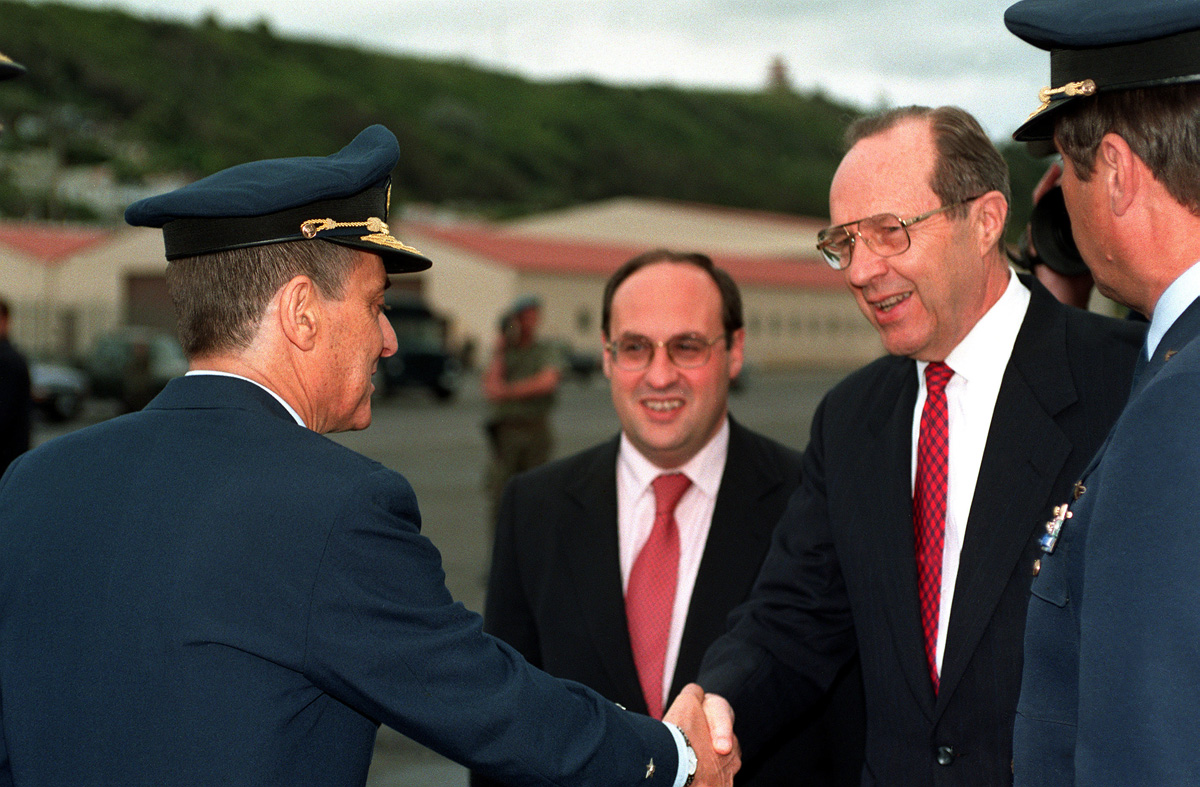
António Vitorino, no centro da imagem, enquanto Ministro da Defesa, em 1996

Com António Guterres exerceu no período de dois anos os cargos de Ministro da Presidência, primeiro, e Ministro da Defesa Nacional no XIII Governo Constitucional de Portugal, depois (1995-1997). 
Demitiu-se, em novembro de 1997, após ser questionado pela comunicação social sobre a falta do pagamento de uma parte do imposto da sisa por um monte no Alentejo, não tendo aguardado pela publicação das notícias, apesar do apelo do primeiro-ministro, António Guterres, para que reconsiderasse a decisão. No entanto, a Direção-Geral de Contribuições e Impostos concluiu pela existência de um pagamento de 6.000$00 a mais do que o devido pelo imposto da sisa, ilibando António Vitorino.
Em 1999 foi indicado para Comissário Europeu, sendo-lhe atribuída a responsabilidade pelo pilar da Justiça e Assuntos Internos (1999-2004).
Em representação da Commissao Europeia, foi designado membro permanente da Convenção incumbida da elaboração de uma Carta dos Direitos Fundamentais da União Europeia, em dezembro de 1999, convenção presidida por Roman Herzog.
A 12 de Dezembro de 2017, foi proposto pelo Governo de Portugal para Diretor-Geral da Organização Internacional para as Migrações (OIM). A 29 de Junho de 2018, foi eleito pelos estados-membros diretor-geral da Organização Internacional para as Migrações, iniciando funções em outubro de 2018 para um mandato de cinco anos (2018-2023). Em maio de 2023, ao tentar a candidatura a um segundo mandato como diretor-geral da Organização Internacional para as Migrações, a candidata apoiada pelos Estados Unidos e vice-diretora-geral para a Gestão e Reforma da Organização, Amy Pope, obteve 98 votos contra 67 de António Vitorino, apoiado por Portugal e pela União Europeia. Assim, apesar de Amy Pope não ter atingido os dois terços dos votos necessários à eleição na primeira volta, António Vitorino retirou a sua candidatura por ter ficado em segundo lugar. Cessou funções como diretor-geral da Organização Internacional para as Migrações a 29 de setembro de 2023.
Por causa do seu percurso, le-se num artigo do Expresso de 2018 que Vitorino Foi quase tudo na política. E foi quase tudo no mundo dos negócios e da advocacia.

## Maçonaria
É Irmão da Loja Maçónica Convergência, do Rito Francês, do Grande Oriente Lusitano. Consta que tem tido apoio do GOL  para cargos públicos e na vida pessoal.

## Condecorações
- Grande-Oficial da Ordem da República do Egito (5 de Março de 1997)[14]
- Grã-Cruz da Ordem Militar de Cristo de Portugal (9 de Junho de 2014)[15]
- Grã-Cruz da Ordem do Infante D. Henrique de Portugal (22 de dezembro de 2023)[15]